# بتائین

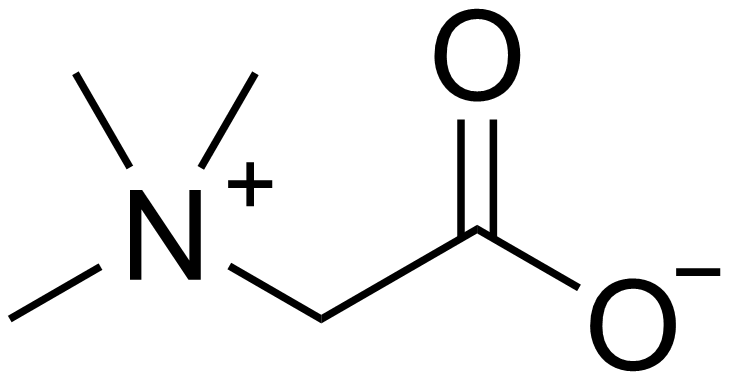
بتائین

بتائین در شیمی به هر ترکیب شیمیایی خنثی گفته می‌شود که شامل دو گروه عاملی‌ست: یک گروه عاملی کاتیونی با بار مثبت که هیچ اتم هیدروژنی ندارد و یک گروه عاملی با بار منفی که ممکن است مجاور گروه کاتیونی نباشد. بتائین یا همان تری متیل گلایسین به عنوان یک عامل تحریک کننده در ماهیگیری ورزشی در طعمه‌های ماهیگیری مورد استفاده قرار می‌گیرد. بتائین بصورت پودر سفید رنگ کریستالی می‌باشد.
- Betaine in rabbits